# なかよし (2015年結成のお笑いコンビ)
なかよしは、プロダクション人力舎に所属する日本の男女お笑いコンビ。スクールJCA23期生。

## メンバー
パフ（1990年6月28日 - ）（34歳）
ボケ担当、立ち位置は向かって左。
- 本名：後藤 奈央（ごとう なお）。2022年5月13日より現在の芸名に改名。
- 宮城県仙台市出身。血液型O型。
- 身長162cm。足の大きさ24.5cm、頭の大きさ56cm。
- 趣味はキュンとする少女漫画探し、可愛い絵を描く、どんな物・人に対しても悪いところをみつける、高橋一生の出ている映画やドラマを観てひたすら浸る。
- 特技は人の顔の良し悪しを超正確に採点できる、その人に合わせた胸キュン少女漫画を紹介できる、相方の悪口を無限に言える、五十音全て世界一高い音で発音できる。

コモリギャルソン（1990年11月18日 - ）（34歳）
ツッコミ担当、立ち位置は向かって右。
- 本名：小森 勇紀（こもり ゆうき）。
- 岐阜県出身。血液型A型。
- 身長170cm、体重55kg。BWHはそれぞれ88・74・930。足の大きさ26.5cm、頭の大きさ56cm。
- 趣味はインディアカ（スポーツ歴15年）、刺繍、ロックフェス巡り、ファッション、地方競馬。
- 特技はファイアーカット（火で髪の毛を切る）、その人に一番似合う髪型がわかる、コム・デ・ギャルソンの服を見てどの年代のコレクションか分かる、どんなダサい人でもオシャレに変身させることが出来る、地方競馬の予想家について詳しい。
- 現役の美容師。かつては美容院で働いていたが現在はフリーで活動中。自身のSNSアカウントで芸人仲間のヘアカット・カラー・シャンプー・ヘアセットの動画もアップしている。

## 来歴
2014年、スクールJCAへ23期生としてそれぞれ入学。2015年4月16日、コンビ「なかよし」としてJCAプロモーションへの所属が決定し、その後プロダクション人力舎へ正式所属となる。同期にはアナクロニスティック、いかちゃん、肉体戦士ギガなどがいる。
パフはおぎやはぎがMCを務める番組『おぎやはぎの「ブス」テレビ』（AbemaTV）に、2017年から番組終了時の2020年にかけレギュラー出演していた。
2021年、M-1グランプリで初となる3回戦へ進出。また、同年の白黒-1グランプリでは決勝へと進出した。

## 賞レース戦績

### M-1グランプリ
- 2015年 M-1グランプリ 1回戦敗退[1]
- 2016年 M-1グランプリ 1回戦敗退[1]
- 2017年 M-1グランプリ 2回戦進出[1]
- 2018年 M-1グランプリ 1回戦敗退[1]
- 2019年 M-1グランプリ 1回戦敗退[1]
- 2020年 M-1グランプリ 1回戦敗退[1]
- 2021年 M-1グランプリ 3回戦進出[1]
- 2022年 M-1グランプリ 2回戦進出[1]
- 2023年 M-1グランプリ 2回戦進出[1]
- 2024年 M-1グランプリ 2回戦進出[1]

### R-1ぐらんぷり
- 2015年 R-1ぐらんぷり 1回戦敗退(コモリ)[5]
- 2016年 R-1ぐらんぷり 1回戦敗退(パフ、コモリとも)[6]
- 2017年 R-1ぐらんぷり 1回戦敗退(コモリ)[7]
- 2018年 R-1ぐらんぷり 1回戦敗退(パフ、コモリとも)[8]
- 2019年 R-1ぐらんぷり 1回戦敗退(パフ)[9]
- 2022年 R-1グランプリ 1回戦敗退(コモリ)[10]

### その他
- 2021年 白黒-1グランプリ 決勝進出[4]
- 2024年 キングオブコント 1回戦敗退(レンタルなんもしない人とのトリオ「レンタルなかよし」として)[11]

## 出演

### テレビ
- 勇者ああああ〜ゲーム知識ゼロでもなんとなく見られるゲーム番組〜（テレビ東京）- 2020年4月10日『トレジャーハンター326』
- 白黒アンジャッシュ（千葉テレビ放送）- 2021年12月21日・12月28日『白黒-1グランプリ』出場
- ぽかぽか（フジテレビ）- 2023年1月10日『暇人No.1決定戦』

### ウェブテレビ
- おぎやはぎの「ブス」テレビ（AbemaTV）※パフのみ、レギュラー出演
- バラエティ開拓バラエティ 日村がゆく（2019年4月3日、AbemaTV）『苦労芸人ネタGP[12]』

### 主な出演ライブ
- バカ爆走!（事務所ライブ・毎月1日〜6日 ミニホール新宿Fu-）
- どっきん（事務所ライブ、新宿バティオス）